# Vỏ cầu

Hình trái: vỏ cầu, hình phải: hai nửa vỏ cầu.

Trong hình học, vỏ cầu (tiếng Anh: spherical shell) là tổng quát hóa của một hình vành khăn ở dạng ba chiều. Đây là vùng sinh bởi một hình cầu nằm giữa hai mặt cầu đồng tâm có bán kính khác nhau.

## Thể tích
Thể tích vỏ cầu là hiệu giữa thể tích khép kín của mặt cầu ngoài và thể tích khép kín của mặt cầu trong:
{\displaystyle V={\frac {4}{3}}\pi R^{3}-{\frac {4}{3}}\pi r^{3}}
{\displaystyle V={\frac {4}{3}}\pi (R^{3}-r^{3})}
Trong đó r là bán kính của mặt cầu trong và R là bán kính của mặt cầu ngoài.
Thể tích xấp xỉ của một vỏ cầu mỏng là diện tích bề mặt của mặt cầu trong nhân với độ dày t của vỏ:
{\displaystyle V\approx 4\pi r^{2}t,}
khi t rất nhỏ so với r ({\displaystyle t\ll r}).

## Trong văn hóa đại chúng
Một mặt cầu Dyson bao lấy một vỏ cầu hư cấu xung quanh một ngôi sao, do tác giả Olaf Stapledon mô tả đầu tiên.